# Oberpullendorf
Pour le district, voir District d'Oberpullendorf.
Oberpullendorf est une commune autrichienne du district d'Oberpullendorf dans le Burgenland.